# Yellow River Chippewa
Yellow River Chippewa, jedna od nekadašnjih bandi Chippewa Indijanaca koi su živjeli uz rijeku Yellow River pritoci St. Croixa u sjeverozapadnom Wisconsinu, na području današnjeg okruga Burnett. Rijeka je od ranih francuskih istraživača nazivana La Jaune Riviere, (žuta rijeka), prema svjetložutom pijesku na dnu jezera Yellow Lake, kroz koji protjeće, da bi kod Danburyja ušla u St. Croix.
Yellow River je jedna od prvih rijeka na kojima su se učvrstile Bande Yellow River, oni s Namekagona, Clam River, i St. Croixa oko 1700.-te, nakon što su u krvavom bitkama uspjeli protjerati Siouxe s rižinih jezera.
Danas čine dio plemena St. Croix ili Manoominikeshiinyag.